# Nakada
Nakada je grad na zapadnoj obali Nila u južnom Egiptu. U davnini je ovo mjesto bilo poznato kao Nubt i Ombos. Naziv dolazi od egipatske riječi nub, "zlato", jer su u istočnoj pustinji bili rudnici zlata. 

## Opis
Nakada se nalazi blizu nekropole iz pretpovijesnog, preddinastijskog razdoblja oko 4400. pr. Kr. do oko 3000. pr. Kr. Po Nakadi je ime dobila raširena Kultura Nakada koja je u to vrijeme postojala ovdje i na drugim mjestima kao što su El-Badari, Girza, Hierakonopol (ili Neken), i Qau. Velik broj ostataka iz Nakade omogućili su znanstvenicima da odrede vremensko razdoblje u kojem je ova kultura postojala oko Egipta. 

## Određivanje vremenskog razdoblja Nakade

### Flinders Petrie
Prvi je razdoblje Nakade na tri podrazdoblja podijelio britanski egiptolog William Flinders Petrie, koji je istraživao nalazište 1894.:
- Amratsko (po groblju blizu El-Amraha)
- Gerzejski (po groblju blizu Gerzeha)
- Semainijsko (po groblju blizu Es-Samaine)

### Suvremeno
Petrievu kronologiju je istisnula je ona koju je postavio Werner Kaiser 1957. Kaiserova je kronologija počinjala oko 4000.p.K., ali moderna verzija počinje nešto ranije:
- Nakada I a-b-c (oko 4400.–3500.p.K.)
  - Obojene posude crnih poklopaca
- Nakada II a-b-c (oko 3500.–3200.p.K.)
  - ova je kultura imala utjecaj u cijelom Egiptu
  - prve posude od lapora, obrađivanje kovine
- Nakada III a-b-c (oko 3200.–3000.p.K.)
  - složeniji predmeti u grobovima
  - cilindrične posude
  - pismo

## Arheološko nalazište
3 kilometra sjeverno od Sakare nalazi se grob nađen 1897. Sadrži pločice od bjelokosti i glinene pečate s imenima faraona Horusa-Ahe i njegove majke Neithotep, Narmerove žene. 
Lokalni bog Nakade je bio Set. 
U Nakadi je i mala piramida, znana kao "stepenasta piramida Ombosa".